# 米拉萊姆·皮亞尼奇
米拉萊姆·比真歷 （1990年4月2日—）是一位波黑足球運動員，司職防守中場，現效力於俄羅斯足球超級聯賽球會莫斯科中央陆军足球俱乐部。波斯尼亞和黑塞哥維那國家足球隊成員。
皮亚尼奇的主要特点是他的传球范围、运球技巧和传球视野，这些特点使他成为一个优秀的助攻者，也使他能够在中场控制球队的比赛节奏，为队友安排进球机会。他以远距离打击能力著称。

## 球員生涯
比真歷出生在波黑，由於波黑戰爭的原因，舉家遷移至盧森堡。由於其父是足球教練，順理成章他也成為職業球員。比真歷的足球生涯起步於歐洲足球弱旅盧森堡，他在當地的FC Schifflange 95俱樂部踢球。隨後，天賦過人的他，被當時的法甲球隊梅斯購入，比真歷正式加入梅斯的青年隊，而他在青年隊的時候，荷甲豪門PSV燕豪芬就曾向其發出邀請，希望他能加盟。
比真歷14歲加盟梅斯，在16歲的時候，他代表梅斯在07/08賽季法甲中登場。而他在梅斯的登場也顯示了他的過人天賦，在那個賽季38次出場中，年僅16歲的比真歷攻入了4個入球。隨後，他也在法甲年度最佳年輕球員中獲得提名，最終的頭銜被賓艾化奪去。
2008年梅斯降級至法乙，他開始收到了法甲本土和其他歐洲豪門的邀請，其中包括英超球會阿仙奴、車路士，西甲的巴塞隆拿、皇家馬德里，意甲的國際米蘭、AC米蘭，以及法甲的里昂。而出手迅速的里昂很快便和梅斯達成協議，比真歷以800萬歐元的轉會費加盟里昂，簽約五年。而在接下來的日子，身穿12號球衣的比真歷便在P祖連奴身邊踢球，學習這位巴西前輩的球技。
在2008-09賽季的歐冠資格賽中，他打入了一個精彩的任意球，這是他職業足球生涯中的第一個進球。之後他又在里昂對歐塞爾的比賽中打入了他的第一個聯賽進球。隨著2009年夏天，P祖連奴正式離開里昂，他身穿的8號球衣也正式從巴西人轉交到了波黑小將比真歷的身上。雖然球隊在法甲未能展現出可以和衛冕冠軍波爾多抗衡的實力，但在歐冠賽事，里昂在小組賽中和費倫天拿一起淘汰了利物浦，在隨後的十六強次回合，比真歷在巴拿貝球場的入球把新銀河艦隊皇家馬德里淘汰出局。
2011年8月31日，比真歷轉投意甲球隊羅馬。2015年及2016年，巴塞隆納試圖引進皮亞尼奇，然而因轉會經費不足而取消。隨後於2016年夏季，皮亞尼奇被意甲球隊尤文圖斯網羅。在皮亞尼奇身著5號球衣，擔任拖後中場的位置，並在2016-2020賽季期間，隨隊取得義甲四連霸的佳績，共贏得七座獎盃，並一度打入歐冠決賽(2016-17賽季)。
2020年夏季，皮亞尼奇轉會至西甲聯賽巴塞隆納，身穿阿瑟留下的8號球衣，而阿瑟則轉投尤文圖斯。在巴塞隆納，皮亞尼奇多與荷蘭中場弗蘭基·德容搭檔擔任雙中場。
2020年，皮亞尼奇感染2019冠狀病毒病。

### 國家隊
2005年，比真歷入選了盧森堡U-17。
2008年，他最終選擇代表自己的出生地波黑國家足球隊，至今已上陣9場，取得1個入球。2014年，随队参加世界杯比赛并在对阵伊朗时打入一球，但球队并没能小组出线。

## 榮譽
祖雲達斯
- 意甲：2016–17、2017–18、2018–19、2019–20
- 意大利盃：2016–17、2017–18
- 義大利超級盃：2018

巴塞隆拿
- 西班牙國王盃：2020–21

個人
- Bosnian Sportsman of the Year: 2020[3]
- Bosnian Footballer of the Year: 2014
- Serie A Team of the Year: 2015–16,[4] 2016–17,[5] 2017–18,[6] 2018–19[7]
- UEFA Champions League Team of the Season: 2016–17[8]
- Globe Soccer Awards Player Career Award: 2019[9]

## 風格
比真歷被描述為一個高效率的「組織核心而具有巨大的技術素質」。他是一個有才華，有創造力和頑強的中場球員，通常被部署為墮後組織核心，雖然他的戰術多功能性和工作率使他能在幾個中場位置打，所以間中他也被部署作為一個進攻中場 。比真歷的主要特點是他的傳球範圍能力，盤球技能和閱讀球賽能力，使他成為一個助攻能力出眾的球員。他也是一個直接自由球專家，他的高度集中而準確的任意球，使他在2015年獲著名的自由球專家祖連奴評為現今世界上最好的自由球球員。
克羅埃西亞中場拉基蒂奇認為，皮亞尼奇是當代最被低估的中場球員。

## 外部連結
- Miralem Pjanic NT Page
- Miralem Pjanić career statistics （页面存档备份，存于） at Soccernet
- 里昂官方 比真歷檔案
- Soccerway資料庫：米拉萊姆·皮亞尼奇